# Тшцянський Потік
Тшцянський Потік (пол. Trzciański Potok) — річка в Польщі, у Бохенському повіті Малопольського воєводства. Права притока Страдомки, (басейн Балтійського моря).

## Опис
Довжина річки приблизно 20 км, найкоротша відстань між витоком і гирлом — 10,84  км, коефіцієнт звивистості річки — 1,85 . Формується притоками та безіменними струмками.

## Розташування
Бере початок на північно-східних схилах гори Камінної (801 м) у селі Жегоцина. Спочатку тече переважно на північний схід через Лонкта-Гурну, далі повертає на північний захід, тече через Лонкта-Дольну, Тшцяну і у селі Убжеж впадає у річку Страдомку, праву притоку Раби.

## Цікавий факт
- На деяких мапах річка називається як Потік Санецький (пол. Potok Sanecki)[1]